# Sutton Vane
Pour les articles homonymes, voir Vane (homonymie).
Sutton Vane est un dramaturge britannique, né le 9 novembre 1888 en Angleterre et mort le 18 juin 1963 à Hastings (Sussex de l'Est).

## Théâtre
- Au grand large (Outward Bound (en)), pièce en trois actes,	1924
  - trad. Paul Vérola, Éditions du Brigadier, 2024
- Falling leaves, 1924
- Overture, pièce en trois actes, 1925
- Regatta, 1928
- Man Overboard, 1931
- Time Gentlemen Please!, 1935
- Marine Parade, 1935

## Filmographie
Pièces adaptées
- 1930 : Outward Bound
- 1944 : Between Two Worlds (en)
- 1949 : Outward Bound (The Ford Theatre Hour)
- 1952 : Outward Bound (Broadway Television Theatre)
- 1955 : Outward Bound (Front Row Center)